# Born This Way (sång)
"Born This Way" är  den första singeln från Lady Gagas tredje album med samma namn. Lady Gaga avslöjade namnet på albumet för första gången under MTV Music Video Awards 2010, då sjöng hon även en textrad från singeln. "Born This Way" blev samma dag som låten kom ut den snabbast säljande låten på Itunes någonsin. Efter mindre än ett dygn så låg "Born This Way" etta i de alla de 23 länder där Itunes finns tillgängligt. "Weird Al" Yankovic gjorde parodi på sången med titeln "Perform This Way", låten släpptes till albumet Alpocalypse.
I låten spelar Lady Gaga själv klaviaturer.